# Mycalesis otrea
Mycalesis otrea är en fjärilsart som beskrevs av Pieter Cramer 1782. Mycalesis otrea ingår i släktet Mycalesis och familjen praktfjärilar. Inga underarter finns listade i Catalogue of Life.